# InXile Entertainment
inXile Entertainment, Inc. è uno sviluppatore di videogiochi americano e uno studio di Xbox Game Studios con sede a Tustin, in California. Specializzato in videogiochi di ruolo, inXile è stata fondata nel 2002 dal co-fondatore di Interplay, Brian Fargo.
Lo studio ha prodotto i giochi fantasy The Bard's Tale e Hunted: The Demon's Forge, insieme a vari giochi per Flash e iOS come Fantastic Contraption nel suo primo decennio di sviluppo. Nel 2012, inXile ha rilasciato il gioco post-apocalittico Wasteland 2, a seguito di una campagna Kickstarter di successo. Inxile ha sviluppato il sequel di Wasteland di Interplay in seguito all'acquisizione dei diritti del franchise da Konami. Dopo il successo della critica, lo studio ha raccolto la cifra record di 4 milioni di dollari su Kickstarter per sviluppare Torment: Tides of Numenera, un successore spirituale di Planescape: Torment di Interplay. da allora inXile ha terminato lo sviluppo di Wasteland 3.

## Storia
inXile Entertainment è stata fondata il 26 ottobre 2002 da Brian Fargo a Newport Beach, California.
In un'intervista a Joystiq, il presidente di inXile, Matthew Findley, ha condiviso parte della storia dell'azienda: "Ho lavorato con Brian Fargo a Interplay per diversi anni e abbiamo lasciato Interplay nello stesso periodo. Sapevamo che volevamo rimanere nell'industria dei videogiochi, quindi avviare una società sembrava una buona idea: ha trascorso 20 anni in Interplay e io sono rimasto lì per 13. Quando siamo usciti per la prima volta, cercando di capire cosa fare dopo, ci siamo sentiti un po' come in esilio e abbiamo creato carte false con un nome falso di una società solo per avere una carta con cui andare all'E3. E prima di pensare al nome "inXile", Brian ha messo come descrizione del suo lavoro sulle carte: "Leader in esilio". La gente è stata così entusiasta di quella carta che abbiamo continuato a dire "in esilio, in esilio, in esilio" così tanto che abbiamo pensato: "Perché non inventare una nuova parola?" E così abbiamo fatto."
Nel maggio 2008, inXile ha annunciato la creazione di SparkWorkz, una divisione aziendale online focalizzata sui contenuti generati dagli utenti, utilizzando la loro esperienza con Line Rider come base per l'impresa. David Heeley, un ex dirigente di Microsoft, è stato assunto per supervisionare la creazione della divisione.
Nell'aprile 2012, inXile ha lanciato una campagna Kickstarter per finanziare Wasteland 2, il sequel di Wasteland di Interplay, con la maggior parte del team originale a bordo. La campagna di crowdfunding ha raccolto oltre il 300% del suo obiettivo iniziale di 900.000 dollari, arrivando a 2.933.252 dollari. Nel marzo 2013, inXile è tornato su Kickstarter per il crowdfunding di Torment: Tides of Numenera. Il Kickstarter di Torment: Tides of Numenera ha conquistato il record di Kickstart più veloce nel raggiungere il milione di dollari, ottenendo tale importo in sette ore e due minuti.
Durante una campagna Kickstarter per il gioco Wasteland 2, Brian Fargo ha sviluppato il programma Kicking it Forward. Nell'ambito di questo programma, inXile Entertainment si è impegnata a utilizzare il 5% dei profitti netti post-lancio per sostenere futuri progetti Kickstarter.
Nel novembre 2018, Microsoft Studios ha annunciato di essere nelle fasi finali dell'acquisizione di InXile, così come di Obsidian Entertainment, un altro studio noto per i suoi giochi di ruolo. Secondo Fargo, sono stati avvicinati nell'aprile 2018 da Noah Musler, uno dei dirigenti dello sviluppo aziendale di Microsoft che aveva precedenti legami con lo studio, che ha suggerito la possibilità di acquisizione. Fargo riteneva che l'acquisizione fosse vantaggiosa per lo studio, poiché all'epoca si trovava nella "valle misteriosa" tra lo sviluppo di giochi più indipendenti e giochi AAA ad alto budget dove c'era una differenza significativa nelle aspettative sulla qualità e sul prezzo del gioco. Il supporto di Microsoft li avrebbe aiutati a creare giochi più vicini ai giochi AAA e a competere meglio nello stato attuale del settore.
Nell'ottobre 2015, inXile ha aperto inXile New Orleans come secondo studio con sede a New Orleans. L'ufficio di Newport Beach è stato trasferito a Tustin nel gennaio 2021.

## Giochi sviluppati
| Anno       | Titolo                           | Piattaforma |
| ---------- | -------------------------------- | --- |
| 2004       | The Bard's Tale                  | Android, BlackBerry PlayBook, Classic Mac OS, iOS, Linux, Microsoft Windows, Ouya, PlayStation 2, PlayStation 4, PlayStation Vita, Xbox, Xbox One, Nintendo Switch |
| 2008       | Fantastic Contraption            | Adobe Flash, iOS, Wii |
| 2008       | Line Rider 2: Unbound            | iOS, Microsoft Windows, Nintendo DS, Wii |
| 2009       | Super Stacker                    | Adobe Flash, iOS |
| 2009       | Super Stacker 2                  | Adobe Flash, iOS |
| 2009       | Shape Shape                      | Adobe Flash, iOS |
| 2010       | Super Stacker Party              | PlayStation Network |
| 2011       | Hunted: The Demon's Forge        | Microsoft Windows, PlayStation 3, Xbox 360 |
| 2012       | Choplifter HD                    | Microsoft Windows, Ouya, PlayStation Network, Xbox Live Arcade |
| 2014       | Wasteland 2                      | Linux, macOS, Microsoft Windows, Nintendo Switch, PlayStation 4, Xbox One                                                                                          |
| 2017       | Torment: Tides of Numenera       | Linux, macOS, Microsoft Windows, PlayStation 4, Xbox One |
| 2017       | The Mage's Tale                  | Microsoft Windows |
| 2018       | The Bard's Tale IV: Barrows Deep | Linux, macOS, Microsoft Windows, PlayStation 4, Xbox One |
| 2020       | Wasteland Remastered             | Microsoft Windows, Xbox One |
| 2020       | Wasteland 3                      | Linux, macOS, Microsoft Windows, PlayStation 4, Xbox One |
| 2020       | Frostpoint VR: Proving Grounds   | Microsoft Windows |
| Cancellato | Heist                            | Microsoft Windows, PlayStation 3, Xbox 360 |